# ベビースターラーメン

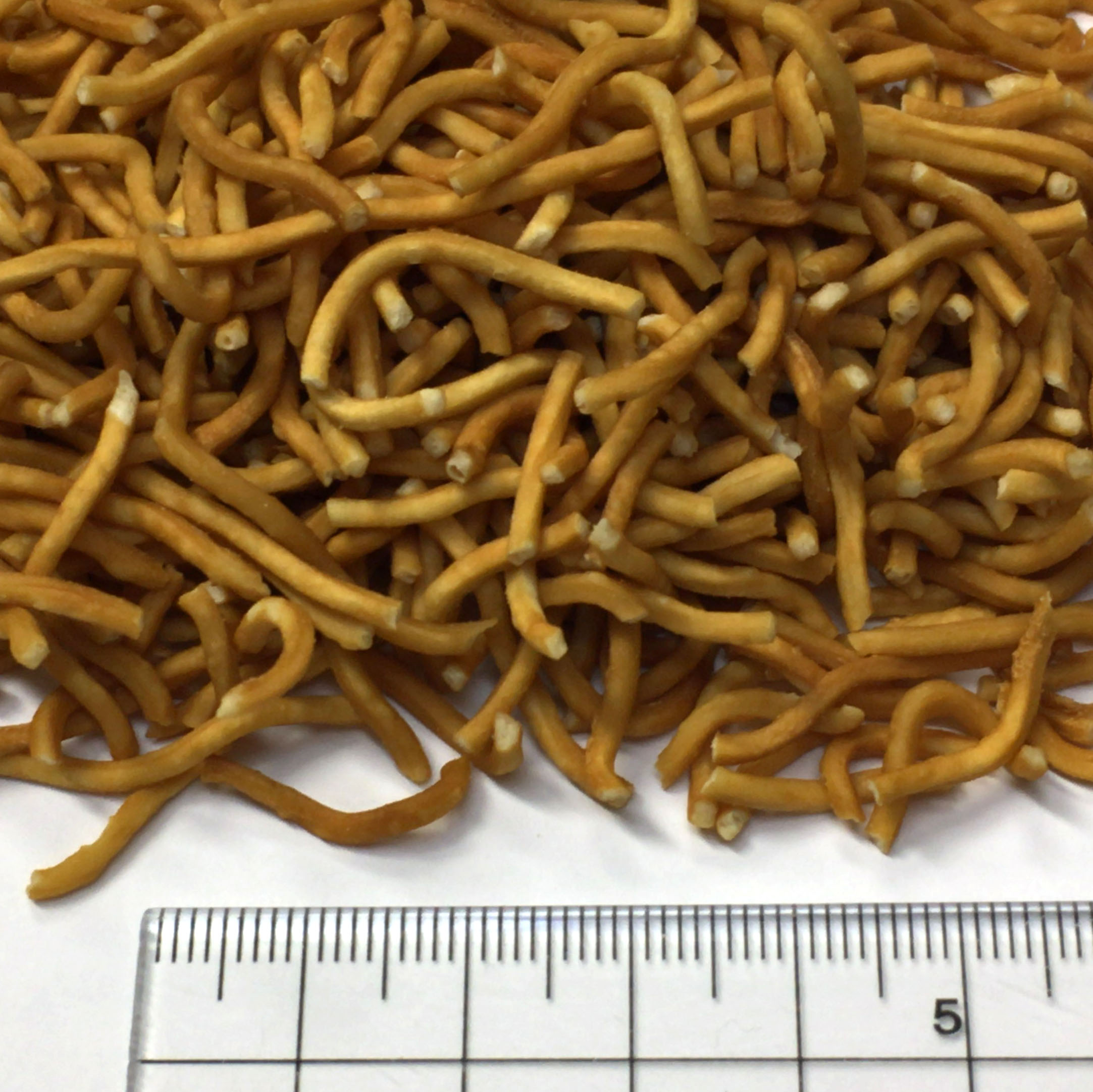
ベビースターラーメン

ベビースターラーメン（英名：Baby Star Crispy Noodle Snack）は、株式会社おやつカンパニー（三重県津市）が製造する味付けフライ麺風のスナック菓子である。ラーメンだけでなく、ベビースターの名を冠した焼きそば、蕎麦、うどん、パスタなどの麺類の味のスナック菓子や煎餅など別の形態のスナック菓子もあり、一つのブランドを築いている。通常の全国向け商品の他に、地域限定の商品もある。
また、作り立てや限定商品などを販売する「ベビースターランド」が、テーマ型商業施設「横浜博覧館」おやつファクトリー内に開設されている。

## 歴史
- 1955年 - おやつカンパニーの前身である松田産業有限会社がインスタントラーメン[注釈 1]「味付中華めん」を発売したのがルーツとされている。
- 1959年 - 製造工程で発生する麺のかけらを従業員におやつとして配ったところ評判となり、商品化[1][2]。初代作「ベビーラーメン」を発売。価格は10円[3]。
- 1973年 - 子供向けスナック菓子で一番（スター）になりたいという想いを込め「ベビースターラーメン」に名称を変更。1971年とする資料もある[4]。
- 1973年 - 価格を20円に変更[5]。
- 1980年 - 価格を30円に変更[5]。
- 1983年 - 香港への輸出を開始[4]。
- 1986年 - 台湾への輸出を開始[4]。
- 1988年 - ベビースターラーメンのパッケージデザインを大幅リニューアル。「ベビーラーメン」の発売以来、約30年間使われた初代マスコットキャラクター（女の子、現在は「ベビーちゃん」という名前がつけられているが、現役時代は正式名称はなかった[6]）から、2代目「ベイちゃん」に交代。これまでの「チキン味」に加え、「みそ味」と「カレー味」を新たに発売。以降、味や形状に様々なバリエーションが登場するようになる。
- 1999年2月 - 丸いタブレット状に固めた「ベビースターラーメン丸」発売。
- 2000年 - 「ベイちゃん」の妹「ビーちゃん」がキャラクターに加わる。（二人合わせた名称は「ベビーちゃん」[7]）
- 2001年 - 星型に固めた「ベビースターラーメン星」発売。翌2002年に「ベビースターラーメン丸」が一旦終売するが、2003年に「ベビースターラーメン星」と再度入れ替わる形で復活。
- 2007年 - 「ベビースターラーメン」1袋の内容量を35gから30gへ変更、量を減らした実質的な値上げ。FUNKY MONKEY BABYSのプロデュースによる「ファンキーモンキーベビースターラーメン 八王子ラーメン・しお味」を期間限定で発売。
- 2008年 - 林家木久扇の所属事務所・トヨタアートとの提携により、「林家木久蔵ラーメン・しょうゆ味」を期間限定で発売。「ベビースターラーメン」1袋の内容量を30gから23gへ変更、前年に続く量を減らした実質的な値上げ。2007年の35gからの値上げ幅は、35%に達する。
- 2009年 - ベビースターラーメン発売50周年。同時期に発売された鉄道玩具プラレールも50周年なのでコラボ企画誕生。
- 2010年 - ベビースターラーメンの麺を太くし、パッケージデザインをリニューアルした。
- 2016年
  - 12月13日 - 「ベイちゃん」と「ビーちゃん」が同年をもって引退することを発表した[8][9]。
  - 12月20日 - 3代目の新キャラクターがお披露目された。名前は一般公募となり、2017年1月31日の引き継ぎ式で「ホシオくん」と発表された[10][11]。
- 2018年 - 8月2日を「ベビースターの日」とする[12]。
- 2019年7月20日 - 三重県津市にベビースターラーメンの工場一体型テーマパーク「おやつタウン」が開業[13]。

## 種類

### 通常商品
- チキン
- うましお

### 期間限定
- スパイシーチキン - 初代キャラクターの「ベビーちゃん」をパッケージに使用。
- ペッパーソルト - 同上

### 日本全国向けラーメン

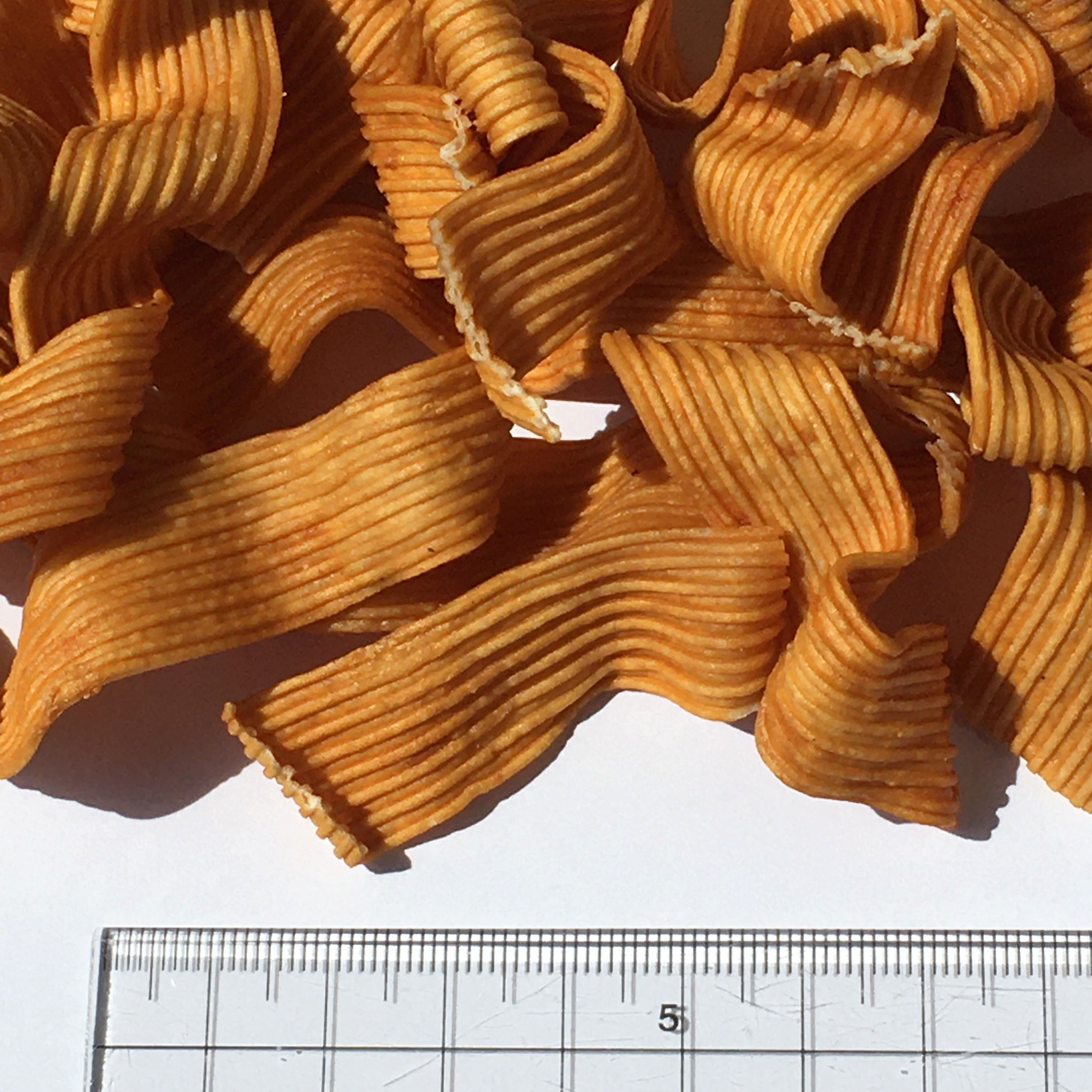
ベビースタードデカイラーメン

- 柚子ポン酢味、ごまだれ味 - 「ぐるなび」との期間限定企画商品
- 妖怪ラーメン - 「妖怪ウォッチ」とのコラボ
- ココナッツカレー味 - 「だがしかし」とのコラボ
- ベビースタードデカイラーメン ねぎだこ味 - 「築地銀だこ」とのコラボ
- ベビースタードデカイラーメン たこ焼きソース味 - 「築地銀だこ」とのコラボ
- ベビースタードデカイラーメン 天下一品こってり味 - 「天下一品」とのコラボ
- ベビースタードデカイラーメン 天下一品味がさね味 - 「天下一品」とのコラボ
- にじさんじ×ベビースターラーメン さんじのちきん味 - 「にじさんじ」とのコラボ[14]
- ベビースタードデカイラーメン ねぎチャーシュー味 - 「町中華で飲ろうぜ」とのコラボ[15]
- ベビースタードデカイラーメン 海鮮あんかけ焼そば味 - 「町中華で飲ろうぜ」とのコラボ
- ベビースタードデカイラーメン 幻の手羽先風味 - 「世界の山ちゃん」とのコラボ[16]
- ベビースターラーメンおつまみ 幻の手羽先風味 - 「世界の山ちゃん」とのコラボ[16]
- ベビースターラーメンおつまみ コクうまチキン味 - 「コメダ珈琲」とのコラボ[17]
- ベビースタードデカイラーメン エースコック ワンタンメン味 - 「エースコック」とのコラボ
- ベビースタードデカイラーメン エースコック わかめラーメン味 - 「エースコック」とのコラボ
- STREET FIGHTER vs ベビースターラーメン丸（ダブルコンボペッパー味）- カプコンの対戦型格闘ゲーム『ストリートファイター6』とのコラボ商品[18]。

### 日本全国向けラーメン以外
- ベビースター焼きそば
- ベビースターうどん - えび天麩羅うどんの味

※現在はいずれも発売休止中。

### 地方限定ラーメン
北海道向けの商品には、有名ラーメン店の「山頭火」、「すみれ」の名と味を付けた商品がある。
- ベビースター喜多方ラーメン - 福島県向け。金粉入り胡椒が付いている。
- ベビースター下仁田ねぎラーメン - 群馬県向け
- ベビースターお米のラーメン - 新潟県向け
- ベビースター七味そば - 長野県向け
- ベビースターわさびそば - 長野県向け
- ベビースター富士宮やきそば - 静岡県向け
- ベビースター味噌煮込みうどん - 東海3県向け
- ベビースターお菓子なきしめん - 東海3県向け
- ベビースター伊勢うどん - 三重県向け
- ベビースター七味茶そば - 近畿地方向け
- ベビースター讃岐うどん - 四国向け
- ベビースター九州のとんこつラーメン - 九州向け
- ベビースター沖縄そば - 沖縄県向け

そのほか、駅売店や高速道路のサービスエリアで売られている土産用の地域限定ベビースターもある。

### 地方限定ラーメン以外
- ベビースター隊員さんのスタミナラーメン - 自衛隊売店限定

### 相手先ブランド
「まちのお菓子屋さん」（セブン-イレブン）、「おやつごろ。」（ローソン）など、他社のブランドのシリーズ商品の中の一品としてベビースターラーメンを製造しているものもある。

## カップ麺

### ベビースターカップラーメン
カップ麺の「ベビースターカップラーメン」が全国で発売されていたこともある。CMには愛川欽也が出演していた。1987年頃に、当時のシールブームにあやかり、シール付きカップラーメン（東西お化け軍団シール）「ビックリカップラーメン」（東洋のしょうゆ味と西洋のカレー味の2種類）が新発売し、翌年には、ファミコンブーム時代に子供達のカリスマ的存在となった高橋名人とのタイアップバージョンも登場した。

### ベビースター当りラーメン
ベビースターラーメンからは「ベビースター当りラーメン」（しょうゆ味、カレー味）も発売されていたが、1993年（平成5年）から発売された「とんこつ味」が人気商品となり「ブタメン」として独立した。

### エースコックコラボ商品

#### ベビースターラーメンBIG
2016年にはエースコック（製造元）と提携し「ベビースターラーメンBIGチキン味」が発売された。

#### スーパーカップ1.5倍×ベビースターラーメン
2020年、エースコック「スーパーカップ」シリーズから「スーパーカップ1.5倍×ベビースターラーメン チキン味」が発売された。

#### ベビースターラーメン カップ麺
2021年、エースコックから「チキン味」「ピリ辛チキン味」が、2022年には「うましお味」「汁なしベビースターラーメン チキン味」が発売された。2023年現在「チキン味」と「うましお味」が発売されている。

#### ベビースターラーメンおつまみ風焼きそば
2023年、エースコックから「ピリ辛チキン味」のカップ焼きそばが発売された。 ピーナッツ風味の大豆そぼろが入っている。また、アレンジとして、ベビースターラーメン（別売り）をトッピングしておつまみにもなる。

## 海外市場
現在、日本以外に香港、台湾、中国大陸、大韓民国、アメリカ合衆国、インドネシアでも販売されている。海外向けの商品は、日本向けと味付けが異なるものが多い。
香港では広東語で「童星點心麵（トンセンディムサムミン、童星点心麺、どうせいてんしんめん）」という商品名で親しまれており、チキン味の他に焼きそば味など多くの種類がある。
台湾では中国語で「特等模範生點心餅（トードンモーファンションディエンシンビン、ㄊㄜˋㄉㄥˇ ㄇㄛˊㄈㄢˋㄕㄥ ㄉㄧㄢˇㄒㄧㄣㄅㄧㄥˇ、特等模範生点心餅、とくとうもはんせいてんしんへい」という商品名で販売されている。
中国大陸では中国語で「贝贝星好吃面、ベイベイシンハオチーミエン、 Bèibèixīng hǎochīmiàn、貝貝星好吃面、ばいばいせいこうきつめん」という商品名で販売されている。
インドネシア語では「Mie Baby Star」という商品名になっている。

## 直接食用以外の利用法
もんじゃ焼きや油そばなどの具としてベビースターラーメンを入れる事がよく行われる。また、ふりかけとしても使用される事もある。クックパッドなどインターネット上の料理サイトには、ベビースターラーメンを食材として使ったレシピが公開されている。料理本来の塩分量に加えて本製品の塩分が加わるため、塩加減が必要にもなる。

## 類似商品
日本国内および海外でベビースターラーメンと競合する類似のスナック菓子が販売されている。以下に主要なものを挙げる。
ラメック
東京下町で、もんじゃ焼きのトッピングの定番として用いられた。丸光製菓というメーカーから発売されていたが、会社倒産のため現在は市販されていない。販売中止後は業務用としてノーブランドのものが流通しており、一部のもんじゃ焼き店で使用されているという。
ラーメン屋さん太郎・やきそば屋さん太郎・どーん太郎
茨城県常総市の菓道の商品。どーん太郎はインスタントうどんをモチーフとする駄菓子。
チキンラーメン Mini
日清食品の商品。個包装3個パックで販売している。
オキコラーメン
沖縄県のオキコ株式会社の商品。通常サイズのインスタントラーメンは製造中止となり、菓子サイズのものを復刻パッケージで販売している。
ミニラーメンの太郎くん
群馬県の大黒食品工業の商品。個包装4個パックで販売。
東京拉麺
栃木県の東京拉麺株式会社の商品。同じく個包装4個パックで、味のバリエーションが数種類ある。
ヤッター!めん
大阪府のジャック製菓の商品。1個10円の当たりつき駄菓子。
マミー・モンスター (MAMEE MONSTER)
マレーシアの大手メーカー「MAMEE」が製造するスナック菓子。麺は四角形に固められており、付属の調味料をかけて食べるもの。1972年から続くロングセラー商品であり、アジアを中心に世界各国へ展開している。
小王子麺
台湾の食品会社味王は、1970年代にインスタントラーメンとして売っていた「王子麵」を、児童がそのままで食べている例が多いことから、調味料や量を変更した「小王子麵」を発売した。また、王子麺にもそのまま食べることを前提にした乾燥ネギ入り粉末調味料をつけ、袋にもつぶしてから粉末をまぶしてそのまま食べるという説明を載せた。
科学麺
台湾の統一企業の商品。これも本来は普通のインスタントラーメンであったが、現在は直接食べるために販売されている。普通の乾燥ネギと粉末調味料が付いている。15gずつ小分けしたものもあり、これには最初から粉末スープが混ぜられている。
張君雅小妹妹
台湾の維力食品の商品。科学麺と同様の粉末調味料入りのもののほか、「ベビースターラーメン丸」を模倣した丸いタブレット状の商品がある。
プショプショ
韓国の食品会社オットゥギが発売した、普通のインスタントラーメンスタイルのスナック菓子。韓国語の商品名「뿌셔뿌셔」は「壊して壊して」を意味しており、袋ごと塊を細かく壊して粉末スープを振りかけ、直接食べる。プルコギ味やトッポッキ味など、韓国風の味付けのものとなっている。
ラーメンばあ
1980年代後期ベルフーズ（現・クラシエフーズ）から発売されていた麺を長方形に固めた物。当時のシールブームにあやかり覆面レスラーシールが付属していた。後にらあめんばあマーク2も発売されたがおまけのシールはカードに変更。